# Liste der Baudenkmäler in Aichen
Auf dieser Seite sind die Baudenkmäler in der schwäbischen Gemeinde Aichen zusammengestellt. Diese Tabelle ist eine Teilliste der Liste der Baudenkmäler in Bayern. Grundlage ist die Bayerische Denkmalliste, die auf Basis des Bayerischen Denkmalschutzgesetzes vom 1. Oktober 1973 erstmals erstellt wurde und seither durch das Bayerische Landesamt für Denkmalpflege geführt wird. Die folgenden Angaben ersetzen nicht die rechtsverbindliche Auskunft der Denkmalschutzbehörde.

## Baudenkmäler nach Ortsteilen

### Aichen
| Lage                                  | Objekt                            | Beschreibung                                                           | Akten-Nr.              | Bild           |
| ------------------------------------- | --------------------------------- | ---------------------------------------------------------------------- | ---------------------- | -------------- |
| Pfarrer-Bobinger-Straße 21 (Standort) | Nischenfigur                      | Heiliger Leonhard, erste Hälfte 18. Jahrhundert                        | D-7-74-166-2 Wikidata  | Nischenfigur   |
| St.-Ulrich-Straße 19 (Standort)       | Pfarrhaus                         | Neubarock, 1913                                                        | D-7-74-166-8 Wikidata  | Pfarrhaus      |
| St.-Ulrich-Straße 21 (Standort)       | Katholische Pfarrkirche St.Ulrich | Zweite Hälfte 15. Jahrhundert, Langhaus und Turm 1727; mit Ausstattung | D-7-74-166-13 Wikidata | weitere Bilder |

### Bernbach
| Lage                  | Objekt             | Beschreibung                                                         | Akten-Nr.             | Bild           |
| --------------------- | ------------------ | -------------------------------------------------------------------- | --------------------- | -------------- |
| Bernbach 4 (Standort) | Kapelle St. Joseph | Mit Giebelreiter, 1843; mit Ausstattung                              | D-7-74-166-3 Wikidata | weitere Bilder |
| Bernbach 5 (Standort) | Gasthof Reiber     | Einfirsthof, zweigeschossiger Satteldachbau mit Putzgliederung, 1875 | D-7-74-166-9 Wikidata | weitere Bilder |

### Memmenhausen
| Lage                          | Objekt                            | Beschreibung | Akten-Nr.              | Bild           |
| ----------------------------- | --------------------------------- | --- | ---------------------- | -------------- |
| Hohenberg (Standort)          | Kalvarienberg                     | 1871, 13 Bildstöcke und Kapelle | D-7-74-166-6 Wikidata  | weitere Bilder |
| St.-Georg-Straße 3 (Standort) | Katholische Pfarrkirche St. Georg | Turm und Chor spätgotisch, Langhaus 1954 bis 1956; mit Ausstattung                                                                                            | D-7-74-166-4 Wikidata  | weitere Bilder |
| St.-Georg-Straße 4 (Standort) | Gasthaus                          | 18. Jahrhundert, erneuert | D-7-74-166-11 Wikidata | Gasthaus       |
| St.-Georg-Straße 5 (Standort) | Hausfigur                         | Immaculata, 18. Jahrhundert | D-7-74-166-12 Wikidata | Hausfigur      |
| St.-Georg-Straße 6 (Standort) | Pfarrhaus und Pfarrstadel         | Pfarrhaus, zweigeschossiger Satteldachbau, 1677, durch Johann Georg Hitzelsberger 1747 instand gesetzt; Pfarrstadel, Fachwerkständerbau mit Satteldach, 1690. | D-7-74-166-5 Wikidata  | weitere Bilder |

### Obergessertshausen
| Lage                                  | Objekt                                     | Beschreibung                                   | Akten-Nr.              | Bild                 |
| ------------------------------------- | ------------------------------------------ | ---------------------------------------------- | ---------------------- | -------------------- |
| Hauptstraße 15 (Standort)             | Ehemaliges Pfarrhaus                       | Satteldachbau, 1743, 1985 innen erneuert       | D-7-74-166-14 Wikidata | Ehemaliges Pfarrhaus |
| St.-Peter-und-Paul-Platz 5 (Standort) | Katholische Pfarrkirche St. Peter und Paul | Um 1769, Chor 1775, Turm 1902; mit Ausstattung | D-7-74-166-7 Wikidata  | weitere Bilder       |